# Freccia del Brabante 1990
La Freccia del Brabante 1990, trentesima edizione della corsa, si svolse il 25 marzo su un percorso di 190 km, con partenza a Sint-Genesius-Rode e arrivo ad Alsemberg. Fu vinta dall'olandese Frans Maassen della squadra Buckler davanti ai belgi Johan Capiot e Noël Segers.

## Ordine d'arrivo (Top 10)
| Pos. | Corridore                  | Squadra            | Tempo    |
| ---- | -------------------------- | ------------------ | -------- |
| 1    | Frans Maassen              | Buckler            | 4h38'40" |
| 2    | Johan Capiot               | TVM-Yoko           | a 2'39"  |
| 3    | Noël Segers                | Buckler            | s.t.     |
| 4    | Herman Frison              | Histor-Sigma       | s.t.     |
| 5    | Paul Haghedooren           | Histor-Sigma       | s.t.     |
| 6    | Johan Lammerts             | Z                  | a 2'58"  |
| 7    | Edwig Van Hooydonck        | Buckler            | a 3'31"  |
| 8    | Jean-Philippe Vandenbrande | TVM-Yoko           | s.t.     |
| 9    | Brian Holm                 | Histor-Sigma       | s.t.     |
| 10   | Carlo Bomans               | Weinmann-SMM Uster | a 3'54"  |